# Phantom Lady
Phantom Lady is een Amerikaanse film noir uit 1944 onder regie van Robert Siodmak. Het scenario is gebaseerd op de gelijknamige roman uit 1942 van de Amerikaanse auteur Cornell Woolrich.

## Verhaal
Scott Henderson is ongelukkig getrouwd en brengt een avond op café door met een vrouw met een hoed. Wanneer hij thuiskomt, ontdekt hij dat zijn vrouw is vermoord. Hij wordt door de politie als hoofdverdachte beschouwd. De vrouw met de hoed is zijn alibi, maar van haar blijkt elk spoor bijster.

## Rolverdeling
| Acteur           | Personage             |
| ---------------- | --------------------- |
| Franchot Tone    | Jack Marlow           |
| Ella Raines      | Carol Richman         |
| Alan Curtis      | Scott Henderson       |
| Aurora Miranda   | Estela Monteiro       |
| Thomas Gomez     | Inspecteur Burgess    |
| Fay Helm         | Ann Terry             |
| Elisha Cook jr.  | Cliff                 |
| Andrew Tombes    | Barman                |
| Regis Toomey     | Detective             |
| Joseph Crehan    | Detective             |
| Doris Lloyd      | Ketisha               |
| Virginia Brissac | Dr. Chase             |
| Milburn Stone    | Officier van justitie |